# Station Hellifield
Hellifield is een spoorwegstation van National Rail in Hellifield, Craven in Engeland. Het station is eigendom van Network Rail en wordt beheerd door Northern Rail. Het station is geopend in 1880.